# Stana Katic
Stana Katic, serb. Стана Катић, Stana Katić (ur. 26 kwietnia 1978 w Hamilton) – amerykańsko-kanadyjska aktorka pochodzenia serbskiego.

## Życiorys
Urodziła się w Hamilton w Kanadzie 26 kwietnia 1978 jako najstarsze z sześciorga dzieci Petera i Rady, którzy byli chorwackimi Serbami, ma jednak także chorwackich i czarnogórskich przodków. Jej rodzice zajmują się handlem nieruchomościami i meblami.
Dorastała w Winona w prowincji Ontario, a następnie w Aurora w stanie Illinois. Uczęszczała do West Aurora Senior High School w Aurorze, którą ukończyła w 1996. Po ukończeniu szkoły wróciła do Kanady, gdzie podjęła studia biologiczne na University of Toronto, ale zmieniła plany zawodowe po występie w amatorskim filmie Acid Freaks (1999). Największą popularność przyniosła jej rola w serialu Castle, w którym grała nowojorską policjantkę z wydziału zabójstw. Studiowała aktorstwo w Goodman School of Drama. Ma czterech braci i jedną siostrę. Od 2008 prowadzi własną firmę producencką, Sine Timore Productions.
W kwietniu 2015 Stana Katic poślubiła swojego wieloletniego partnera Krisa Brkljaca. Kris jest w połowie Australijczykiem, w połowie Serbem, jest doradcą biznesowym (konsultant efektywności biznesu). Para jest ze sobą od 2007. Ślub odbył się w rodzinnym prywatnym klasztorze na wybrzeżu Dalmacji w Chorwacji.
Mieszka w Los Angeles. Mówi płynnie po angielsku, włosku, francusku, serbsko-chorwacku oraz słoweńsku. Posiada podwójne obywatelstwo w Kanadzie i Stanach Zjednoczonych.
Jest główną założycielką programu The Alternative Travel Project mający na celu zachęcanie ludzi do porzucenia samochodu choćby na jeden dzień i znalezienie innego, bardziej przyjaznego środowisku sposobu podróżowania..

## Filmografia
| Tytuł                                     | Oryginalny tytuł                          | Rok produkcji | Rola                          |
| ----------------------------------------- | ----------------------------------------- | ------------- | ----------------------------- |
| Shut-Eye                                  | Shut-Eye                                  | 2003          | Angela                        |
| Pit Fighter                               | Pit Fighter                               | 2005          | Marianne                      |
| Dynastia smoka                            | Dragon Dynasty                            | 2006          | Ava                           |
| Faceless                                  | Faceless                                  | 2006          | Diana Palos                   |
| Smaki miłości                             | Feast of Love                             | 2007          | Jenny                         |
| 007 Quantum of Solace                     | Quantum of Solace                         | 2008          | Corinne Veneau                |
| Bibliotekarz III: Klątwa kielicha Judasza | The Librarian: Curse of the Judas Chalice | 2008          | Simone Renoir                 |
| Spirit – duch miasta                      | The Spirit                                | 2008          | Morgenstern                   |
| Bezlitosna                                | Stiletto                                  | 2008          | Raina                         |
| Castle                                    | Castle                                    | 2009–2016     | Kate Beckett                  |
| Truth About Kerry                         | Truth About Kerry                         | 2010          | Emma                          |
| Tylko dla kochanków                       | For Lovers Only                           | 2010          | Sophia                        |
| Druga twarz                               | The Double                                | 2011          | Amber                         |
| Big Sur                                   | Big Sur                                   | 2013          | Lenora                        |
| CBGB                                      | CBGB                                      | 2013          | Genya Ravan                   |
| Sister Cities                             | Sister Cities                             | 2016          | Carolina                      |
| The Rendezvous                            | The Rendezvous                            | 2016          | Rachel Rozman                 |
| Lato we Florencji                         | Lost in Florence                          | 2017          | Anna                          |
| Absentia                                  | Absentia                                  | 2017-2021     | agentka specjalna Emily Byrne |

## Nagrody i nominacje[7]
| Rok  | Nagroda                            | Status    | Kategoria                                                       |
| ---- | ---------------------------------- | --------- | --------------------------------------------------------------- |
| 2009 | Nagroda Satelita                   | nominacja | najlepsza aktorka w serialu dramatycznym (Castle)               |
| 2011 | TV Guide Awards                    | wygrana   | ulubiona para telewizyjna (Castle)                              |
| 2011 | Shorty Awards                      | wygrana   | aktorka w mediach społecznościowych                             |
| 2011 | Festiwal Telewizyjny w Monte-Carlo | wygrana   | najbardziej efektowna aktorka                                   |
| 2012 | Prism Awards                       | wygrana   | występ w odcinku dramatycznym (Castle)                          |
| 2012 | TV Guide Awards                    | wygrana   | ulubiona para telewizyjna (Castle)                              |
| 2013 | People’s Choice Award              | wygrana   | ulubiona telewizyjna aktorka dramatyczna (produkcje kryminalne) |
| 2014 | People’s Choice Award              | wygrana   | ulubiona telewizyjna aktorka dramatyczna (produkcje kryminalne) |
| 2015 | People’s Choice Award              | wygrana   | ulubiona telewizyjna aktorka dramatyczna (produkcje kryminalne) |
| 2016 | People’s Choice Award              | wygrana   | ulubiona telewizyjna aktorka dramatyczna (produkcje kryminalne) |